# WordPad
O WordPad foi um editor de texto incluso na instalação dos sistemas operacionais Microsoft Windows. Esteve presente no Windows, desde a versão do Windows 95 até as versões mais atuais (Windows 7, 8 e 10). Foi o substituto do "Microsoft Write", fornecido com as versões mais antigas (até o Windows 3.11).
Trata-se de uma aplicação de processamento de texto, que apresenta apenas as ferramentas básicas de formatação de texto. Nas versões fornecidas com os Windows 95, 98 e ME, o WordPad permite abrir e guardar arquivos nos formatos .TXT (arquivo de texto), .RTF (Rich Text Format) e .DOC (nas versões mais antigas do Microsoft Word). A partir do Windows 7, o WordPad começou a permitir a leitura e gravação de arquivos no formato .ODT (OpenDocument). 

## Funcionalidades do WordPad
O WordPad dispõe de funcionalidades básicas de formatação de texto (alterar fonte, tamanho do texto, inserir marcas, alinhar texto, colocar texto em negrito ou itálico, entre outros). Porém, não dispõe de verificador ortográfico, tesoura, ferramentas de criação e edição de tabelas, diferente de outras características disponíveis em outros processadores de texto mais avançados, como por exemplo, o Microsoft Word.
A Microsoft anunciou o fim do aplicativo em setembro de 2023, e a remoção foi feita no Windows 11, após a atualização 24H2.